# Euporus laevis
Euporus laevis là một loài bọ cánh cứng trong họ Cerambycidae.